# Trattato tripartito
Il Trattato tripartito è un trattato gnostico cristiano ritrovato tra i codici di Nag Hammadi (è il quinto trattato del primo codice, il cosiddetto Codice Jung), datato alla prima metà del III secolo. Narra la storia dell'universo dall'origine fino alla futura «restaurazione di tutte le cose», e prende il nome dal fatto che la sua esposizione è suddivisa in tre parti:
- la prima tratta delle cose trascendenti, principalmente del Padre, il quale, «radice di tutte le cose», per la sua bontà decise di generare il Figlio, e attraverso il loro amore viene la Chiesa. Segue un mito del Logos, che attraverso la propria sofferenza crea il mondo;
- la seconda parte si rifà al racconto della Genesi della creazione dell'uomo e della sua caduta nel peccato col conseguente dominio della morte. Secondo il trattato a seguito della caduta si formarono tre classi di esseri umani, gli pneumatici, caratterizzati dallo spirito (pneuma), gli ilici, caratterizzati dalla materia, e gli psichici, caratterizzati dall'anima;
- la terza parte narra la venuta del Figlio sulla terra, per la redenzione degli uomini e della Chiesa e per la restaurazione del tutto nel Padre. Mentre i materiali rifiuteranno il Figlio e saranno distrutti, gli spirituali, assieme agli psichici che credono in lui, saranno salvati.

La visione della divinità come unione di Padre (a differenza della teologia valentiniana «solo, senza alcun compagno»), Figlio e Chiesa rimanda all'innovazione teologica che, secondo Tertulliano, fu introdotta dal teologo valentiniano Eracleone. Il mito del Logos è la trasposizione del mito valentiniano di Sophia.